# Lircay (Peru)
Lircay é uma cidade do Peru, situada na região de  Huancavelica. Capital da província de  Angaraes, sua população em 2017 foi estimada em 9.724 habitantes.